# Кремонезе
«Кремонезе» (італ. Alessandria) — професійний італійський футбольний клуб з  міста Кремона. Виступє у вищому дивізіоні Італії Серії А. Домашні матчі проводить на стадіоні «Джованні Зіні», який вміщує 7 490 глядачів.

## Історія
Футбольний клуб «Кремонезе» було засновано 24 березня 1903 року. Клуб став учасником першого розіграшу Серії А в сезоні 1929-30, проте в підсумковій таблиці зайняв останнє місце. Після цього настав довгий період занепаду, який тягнувся аж до кінця 1970-х років.
У 1984 році «Кремонезе» вперше з 1930-го виборов путівку до Серії А, проте затримались там лише на один сезон. Та сама історія трапилась в сезонах 1989-90 та 1991-92.
Команда «Кремонезе» успішно виступила в сезоні 1992-93 Англо-італійського кубку, коли у півфіналі обіграла «Барі» 4-1, а у фіналі «Дербі Каунті» з рахунком 3-1.
Під керівництвом Луїджі Сімоні «Кремонезе» повернувся до Серії А у 1993 році. У сезоні 1993-94 клуб досяг найвищого в своїй історії 10-го місця у вищому дивізіоні Італії, проте знову вилетів за підсумками сезону 1995-96.
В сезоні 2021-22 «Кремонезе» зайняло другу сходинку у Серії B, чим заслужило вихід до найвищого футбольного дивізіону Італії. Попри підвищення у класі, головний тренер команди Фабіо Пекк'я покинув посаду. За підсумками сезону 2022-23 команда зайняла передостаннє місце і знову відправилась до Серії В.

## Поточний склад
Станом на 2 вересня 2022
| №  | Поз. | Нац.      | Гравець                                  |
| -- | ---- | --------- | ---------------------------------------- |
| 2  | ЗХ   | Шотландія | Джек Гендрі (в оренді з «Брюгге»)        |
| 3  | ЗХ   | Італія    | Еммануеле Валері                         |
| 4  | ЗХ   | Австрія   | Емануель Аїву                            |
| 5  | ПЗ   | Мексика   | Хоан Васкес (в оренді з «Дженоа»)        |
| 6  | ПЗ   | Швейцарія | Шарль Пікель                             |
| 7  | НП   | Уругвай   | Хайме Баес                               |
| 8  | ПЗ   | Аргентина | Сантьяго Аскасібар (в оренді з «Герти»)  |
| 9  | НП   | Італія    | Даніель Чофані                           |
| 10 | НП   | Італія    | Крістіан Буонаюто                        |
| 12 | ВР   | Італія    | Марко Карнесеккі (в оренді з «Аталанти») |
| 13 | ВР   | Італія    | Джанлука Саро                            |
| 15 | ЗХ   | Італія    | Маттео Б'янкетті (капітан)               |
| 17 | ЗХ   | Італія    | Леонардо Сернікола                       |
| 18 | ЗХ   | Італія    | Паоло Гільйоне                           |
| 19 | ПЗ   | Італія    | Мікеле Кастаньєтті                       |
| 20 | НП   | Гана      | Фелікс Афена-Г'ян                        |

| №  | Поз. | Нац.      | Гравець                                  |
| -- | ---- | --------- | ---------------------------------------- |
| 21 | ЗХ   | Румунія   | Влад Кірікеш (віце-капітан)              |
| 22 | ВР   | Данія     | Андреас Юнгдаль                          |
| 23 | ПЗ   | Італія    | Крістіан Ачелла                          |
| 28 | ПЗ   | Франція   | Суаліхо Мейте (в оренді з «Бенфіки»)     |
| 32 | ПЗ   | Аргентина | Гонсало Ескаланте (в оренді з «Лаціо»)   |
| 33 | ЗХ   | Італія    | Джакомо Квальята                         |
| 44 | ЗХ   | Грузія    | Лука Лочошвілі                           |
| 45 | ВР   | Сенегал   | Фаллу Сарр                               |
| 60 | ЗХ   | Сенегал   | Маїсса Ндіає                             |
| 62 | ПЗ   | Італія    | Томазо Міланезе                          |
| 74 | НП   | Італія    | Франк Цаджут                             |
| 77 | НП   | Нігерія   | Девід Окереке                            |
| 90 | НП   | Нігерія   | Сіріл Дессерс                            |
| 97 | ВР   | Румунія   | Йонуц Раду (в оренді з «Інтернаціонале») |
| 98 | ПЗ   | Італія    | Лука Дзанімакк'я (в оренді з «Ювентуса») |
| 99 | НП   | Італія    | Марко Насті                              |

## Досягнення
- Англо-італійський кубок:
  - Володар (1): 1992-93